# Michał Oczapowski

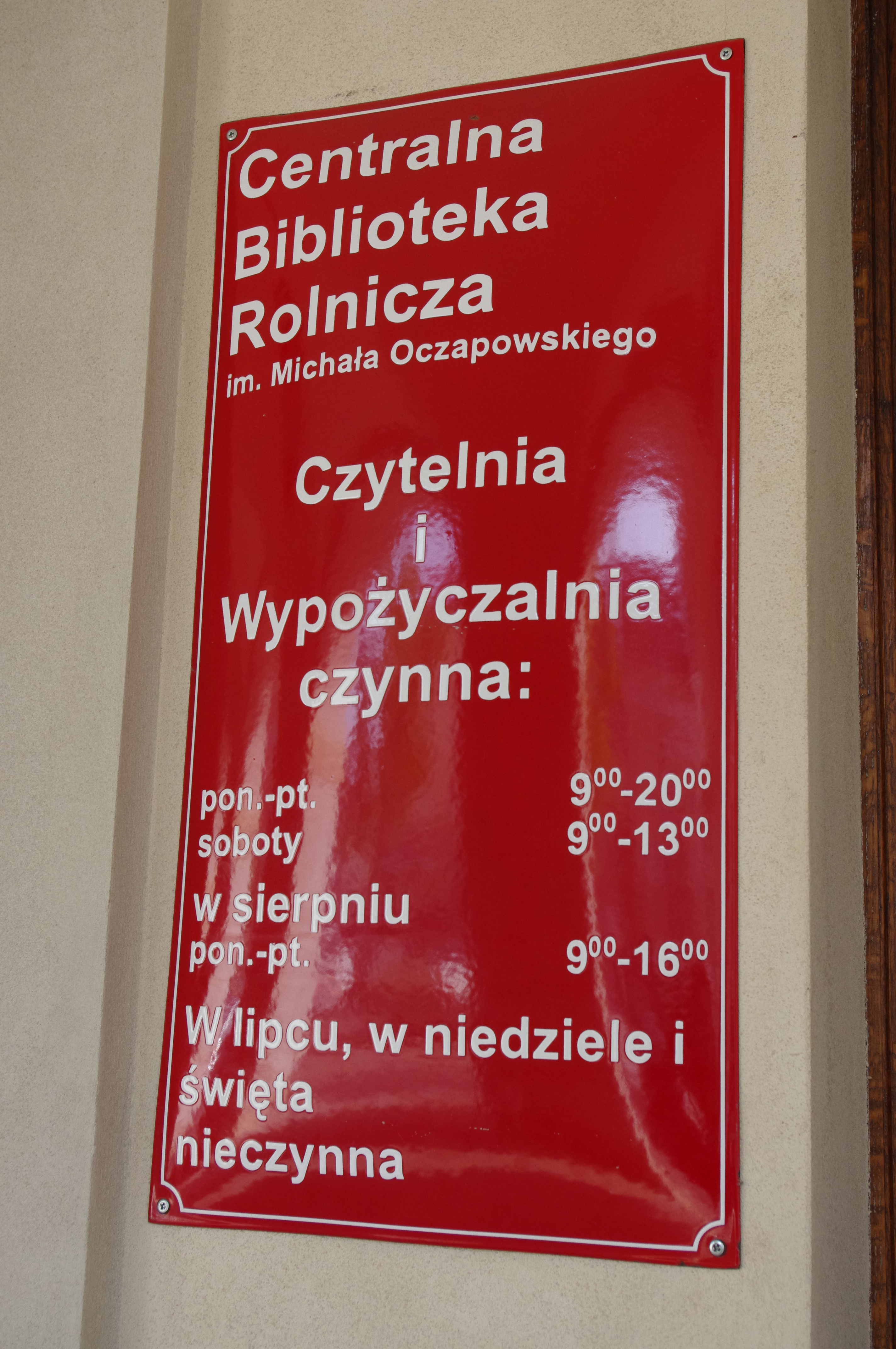
Centralna Biblioteka Rolnicza im. Michała Oczapowskiego na Krakowskim Przedmieściu w Warszawie

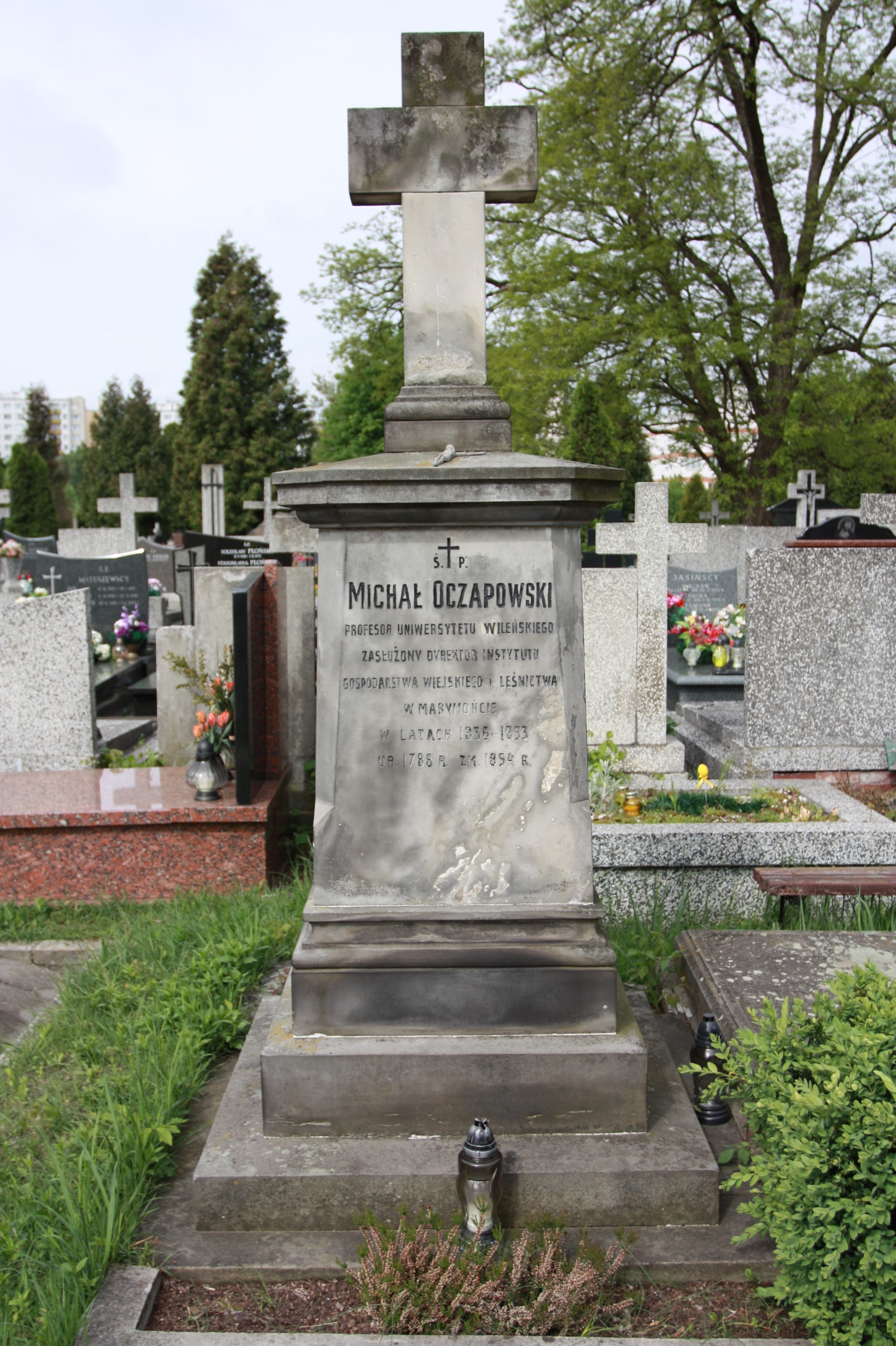
Grób Michała Oczapowskiego na Cmentarzu Wawrzyszewskim

Michał Oczapowski (ur. 11 maja 1788 w Pociejkach koło Nowogródka, zm. 9 stycznia 1854 w Warszawie) – polski agronom, profesor Cesarskiego Uniwersytetu Wileńskiego, pionier doświadczalnictwa rolniczego, teoretyk rolnictwa.

## Rodzina
Jego braćmi byli: Jan i Antoni Oczapowscy. Jego synem był Józef Bohdan Oczapowski, przedstawiciel nauki administracji i prawa administracyjnego na Wydziale Prawa i Administracji Uniwersytetu Jagiellońskiego do 1876.

## Życiorys
Absolwent gimnazjum w Słucku. Ukończył studia matematyczno-fizyczne na uniwersytecie w Wilnie w 1812 w stopniu doktora. W latach 1812–1819 administrował dobrami barona Rönne na Litwie i w Królestwie Polskim. Wprowadził tam nowoczesną gospodarkę rolną oraz zniósł pańszczyznę. Jednocześnie ogłaszał pierwsze prace naukowe w „Dzienniku Wileńskim”. Prowadząc starania o objęcie Katedry Gospodarstwa Wiejskiego na uniwersytecie w Wilnie (wakującej od 1803), odbył w latach 1819–1822 podróż naukową do Niemiec (studia m.in. u A. Thaera w Moglin), Holandii, Francji i Anglii. Od 1822 był profesorem rolnictwa na uniwersytecie w Wilnie do chwili jego zamknięcia w 1832. W tym czasie obok wykładów uniwersyteckich prowadził doświadczenia rolnicze w majątkach należących do uniwersytetu, ogłosił liczne prace naukowe i podręczniki z różnych gałęzi rolnictwa (propagujące m.in. racjonalną uprawę i przeróbkę lnu i konopi).
Dzięki jego staraniom uruchomiono w Warszawie drugą w Europie (po Rothemstead w Anglii) stację doświadczalną uprawy roślin pod nazwą Instytutu Gospodarstwa Wiejskiego i Leśnictwa znajdującą się na Marymoncie. W latach 1836–1853 był dyrektorem tej instytucji. Powszechnie uznawany za prekursora rozwoju nowoczesnego rolnictwa na ziemiach polskich. Członek – korespondent Galicyjskiego Towarzystwa Gospodarskiego (1846-1854).

## Upamiętnienie
- Od 1962 na warszawskich Bielanach jest ulica jego imienia.
- W 1974 na sesji naukowej Wydziału Nauk Rolniczych i Leśnych PAN oraz Komitetu Ekonomii Rolniczej PAN złożono propozycję stworzenia Medalu im. Michała Oczapowskiego, którym byliby nagradzani wybitni naukowcy z dziedziny nauk rolniczych. Z okazji 200 rocznicy urodzenia Michała Oczapowskiego w 1988 na sesji Wydziału Nauk Rolniczych i Leśnych PAN wręczono pierwszy medal jego imienia[4][5].
- Był patronem Akademii Rolniczo-Technicznej w Olsztynie. Centralna Biblioteka Rolnicza w Warszawie nosiła jego imię.
- W 1991 założona została Fundacja im. Michała Oczapowskiego.

## Prace
- Gospodarstwo wiejskie obejmujące w sobie wszystkie gałęzie przemysłu rolniczego teoretyczno-praktycznie wyłożone przez Michała Oczapowskiego (t. 1-12), Warszawa 1835-1857:
  - T. 1. Agronomia, czyli Nauka o gruntach, ich własnościach, wpływie na nie zewnętrznych okoliczności, oraz o klasyfikacyi ich ekonomicznej dla pożytku praktycznych gospodarzy.
  - T. 2. O nawozach zwierzęcych, roślinnych i mineralnych a mianowicie ich przyrodzeniu, przysposobieniu, użyciu i skuteczności dla pożytku praktycznych gospodarzy.
  - T. 3. Uprawa mechaniczna gruntu wraz z opisaniem potrzebnych do tego narzędzi dla pożytku praktycznych gospodarzy.
  - T. 4. Uprawa, czyli Rozmnażanie roślin w ogólności dla pożytku praktycznych gospodarzy.
  - T. 5. Uprawa zbóż i roślin groszkowych dla pożytku praktycznych gospodarzy.
  - T. 6. Uprawa roślin fabrycznych, czyli handlowych dla pożytku praktycznych gospodarzy.
  - T. 7. Uprawa roślin okopowych i pastewnych wraz z nauką o łąkach i pastwiskach dla pożytku praktycznych gospodarzy.
  - T. 8. Zasady ogólne hodowli bydląt domowych, a w szczególności chów owiec dla pożytku praktycznych gospodarzy.
  - T. 9. Hodowla koni obejmująca w sobie poprawę ich, uszlachetnianie tudzież pielęgnowanie i utrzymanie tak w stadach jako też w gospodarstwie dla pożytku praktycznych gospodarzy.
  - T. 10. Hodowla bydła rogatego i świń wraz z wykładem gospodarstwa nabiałowego, tuczenia i innych korzyści dla pożytku praktycznych gospodarzy.
  - T. 11. Nauka ekonomii, czyli zarządu gospodarstwa. t. 1.
  - T. 12. Nauka ekonomii, czyli zarządu gospodarstwa. t. 2.
- Zasady chemii rolnej. 1818.
- Zasady agronomii, czyli nauki o gruntach. Wilno 1819.
- Zasady rolnictwa rozumowanego Albrechta Thaera. Wykład skrócony przez Michała Oczapowskiego. cz. 1, Wilno 1819.
- Sposób klasyfikowania gruntów. 1825.
- O roli jej uprawie i pielęgnowaniu roślin gospodarskich. Wilno 1825.
- O nauce gospodarstwa wiejskiego w ogólności, a mianowicie: o potrzebie i pożytkach szkół praktycznych rolniczych. Warszawa 1834.
- Uprawa buraków cukrowych podług najnowszych doświadczeń dla pożytku praktycznych gospodarzy. Warszawa 1837.
- Rzut oka na teraźniejszy stan gospodarstwa w klimacie północnym. t. 1-2, Wilno 1828-1830.

## Nagrody i odznaczenia
Za swoją służbę otrzymał odznaczenia:
- Order Świętej Anny II klasy z koroną
- Order Świętego Stanisława III klasy
- (1846) otrzymał szlachectwo z herbem nazwanym Oczapowski.